# Булл-Крік (Міссурі)
Булл-Крік (англ. Bull Creek) — селище (англ. village) в США, в окрузі Тейні штату Міссурі. Населення — 426 осіб (2020).

## Географія
Булл-Крік розташований за координатами 36°42′54″ пн. ш. 93°12′8″ зх. д. / 36.71500° пн. ш. 93.20222° зх. д. (36.715018, -93.202121).  За даними Бюро перепису населення США в 2010 році селище мало площу 0,41 км², уся площа — суходіл.

## Демографія
Згідно з переписом 2010 року, у селищі мешкали 603 особи в 199 домогосподарствах у складі 162 родин. Густота населення становила 1482 особи/км².  Було 235 помешкань (577/км²).
Расовий склад населення:
| - 88,7 % — білих - 1,3 % — чорних або афроамериканців - 0,8 % — вихідців з тихоокеанських островів - 0,7 % — азіатів - 0,2 % — корінних американців - 4,8 % — осіб інших рас |

До двох чи більше рас належало 3,5 %. Частка іспаномовних становила 10,1 % від усіх жителів.
За віковим діапазоном населення розподілялося таким чином: 43,3 % — особи молодші 18 років, 53,1 % — особи у віці 18—64 років, 3,6 % — особи у віці 65 років та старші. Медіана віку мешканця становила 21,5 року. На 100 осіб жіночої статі у селищі припадало 78,9 чоловіків;  на 100 жінок у віці від 18 років та старших — 73,6 чоловіків також старших 18 років.
Середній дохід на одне домашнє господарство  становив 27 155 доларів США (медіана — 25 250), а середній дохід на одну сім'ю — 25 022 долари (медіана — 20 536). За межею бідності перебувало 46,7 % осіб, у тому числі 61,4 % дітей у віці до 18 років та 13,3 % осіб у віці 65 років та старших.
Цивільне працевлаштоване населення становило 141 осіб. Основні галузі зайнятості: мистецтво, розваги та відпочинок — 33,3 %, будівництво — 13,5 %, фінанси, страхування та нерухомість — 10,6 %.